# WNBA All-Star Game 2015
Match précédent Match suivant
Le WNBA All-Star Game 2015 se tient le 25 juillet 2015 à 15h30 ET au Mohegan Sun Arena d'Uncasville, Connecticut.
Ce match est le 13e All-Star Game annuel. Diffusé sur ABC, il obtient une audience supérieure de 23 % à l'édition précédente sur ESPN avec 583 000 téléspectateurs avec un pic à 671 000.

## Joueuses
| Pos.         | Joueuse           | Équipe                | Participation |
| Titulaires   | Titulaires        | Titulaires            | Titulaires    |
| ------------ | ----------------- | --------------------- | ------------- |
| PG           | Sue Bird          | Storm de Seattle      | 9e            |
| SG           | DeWanna Bonner    | Mercury de Phoenix    | 1re           |
| SF           | Maya Moore        | Lynx du Minnesota     | 4e            |
| PF           | Candice Dupree    | Mercury de Phoenix    | 5e            |
| C            | Brittney Griner   | Mercury de Phoenix    | 2e            |
| PG           | Skylar Diggins    | Shock de Tulsa        | 2e            |
| SG           | Seimone Augustus  | Lynx du Minnesota     | 6e            |
| Remplaçantes |                   |                       |               |
| G            | Danielle Robinson | Stars de San Antonio  | 3e            |
| G            | Kayla McBride     | Stars de San Antonio  | 1re           |
| G            | Lindsay Whalen    | Lynx du Minnesota     | 5e            |
| PF           | Plenette Pierson  | Shock de Tulsa        | 1re           |
| G            | Riquna Williams   | Shock de Tulsa        | 1re           |
| PF           | Nneka Ogwumike    | Sparks de Los Angeles | 3e            |
| C            | Jantel Lavender   | Sparks de Los Angeles | 1re           |
| Entraîneuse  |                   |                       |               |
|              | Sandy Brondello   | Mercury de Phoenix    |               |

| Pos.         | Joueuse           | Équipe                | Participation |
| Titulaires   | Titulaires        | Titulaires            | Titulaires    |
| ------------ | ----------------- | --------------------- | ------------- |
| PG           | Shoni Schimmel    | Dream d'Atlanta       | 2e            |
| F            | Tamika Catchings  | Fever de l'Indiana    | 10e           |
| G            | Elena Delle Donne | Sky de Chicago        | 3e            |
| F            | Angel McCoughtry  | Dream d'Atlanta       | 4e            |
| C            | Tina Charles      | Liberty de New York   | 4e            |
| Remplaçantes |                   |                       |               |
| C            | Stefanie Dolson   | Mystics de Washington | 1re           |
| F            | Marissa Coleman   | Fever de l'Indiana    | 1re           |
| F            | Cappie Pondexter  | Sky de Chicago        | 7e            |
| G            | Alex Bentley      | Sun du Connecticut    | 1re           |
| C            | Kelsey Bone       | Sun du Connecticut    | 1re           |
| PF           | Emma Meesseman    | Mystics de Washington | 1re           |
| Entraîneur   |                   |                       |               |
|              | Pokey Chatman     | Sky de Chicago        |               |

Les cinq de départ, choisis par le vote du public, sont révélés le 14 juillet 2015. Les absents du cinq majeur blessés, comme Skylar Diggins, sont choisis par la présidente de la WNBA. Les autres remplaçants sont choisis par les coachs champions de conférence la saison passée, Pokey Chatman pour l'Est et Sandy Brondello pour l'Ouest.  
Principaux résultats des votes :
- Conférence Est :

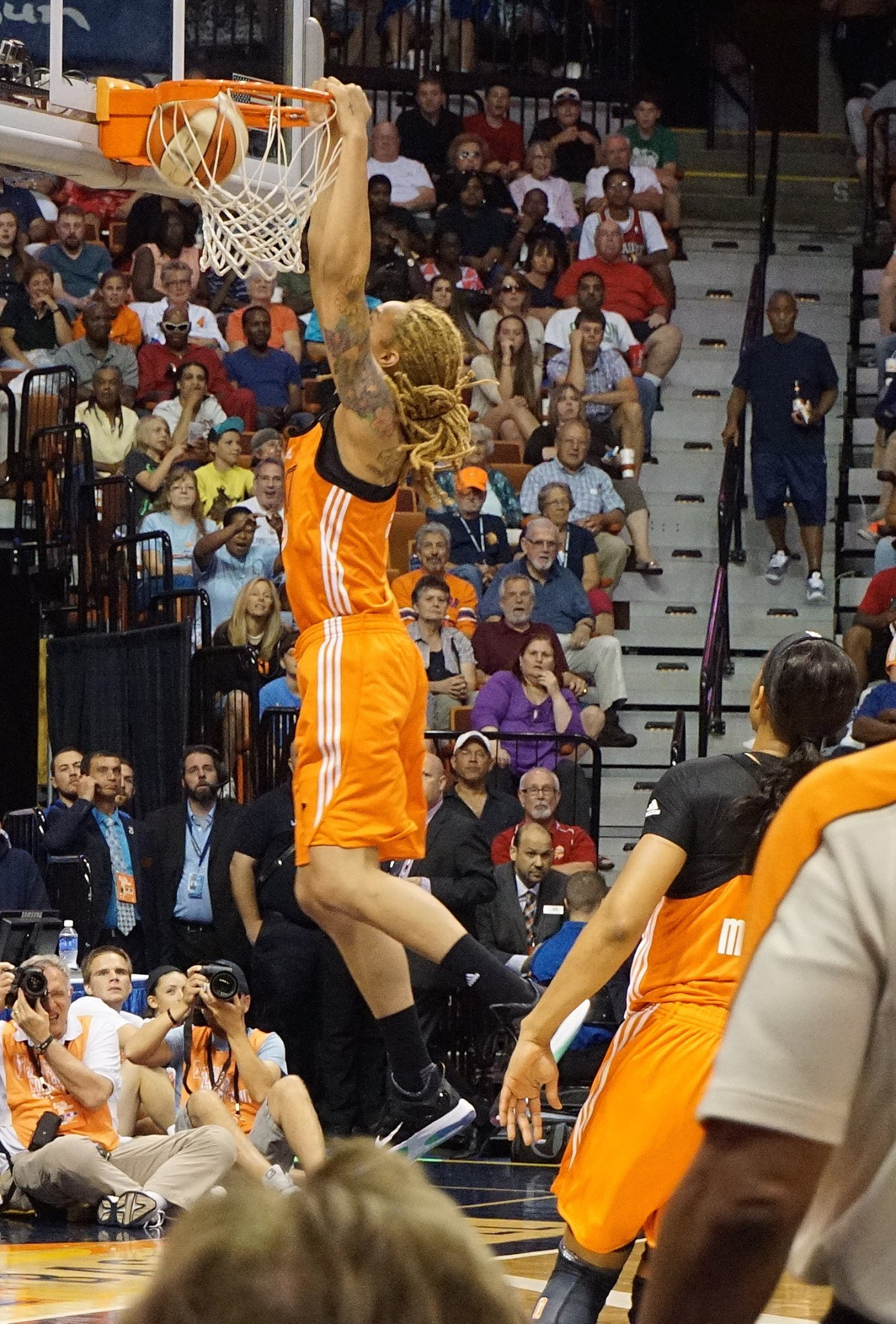
Brittney Griner au dunk.

  - Extérieurs : Elena Delle Donne (Chicago) 18 034; Shoni Schimmel (Atlanta) 8 881; Cappie Pondexter (Chicago) 4 877; Ivory Latta (Washington) 4 159; Courtney Vandersloot (Chicago) 3 833.
  - Intérieurs : Tamika Catchings (Indiana) 9 923; Angel McCoughtry (Atlanta) 7 619; Tina Charles (New York) 6 129; Emma Meesseman (Washington) 4 710; Natalie Achonwa (Indiana) 3 779.
- Conférence Ouest : 
  - Extérieurs : Skylar Diggins (Tulsa) 15 895; Seimone Augustus (Minnesota) 9 599; Sue Bird (Seattle) 8 088; Lindsay Whalen (Minnesota) 7 294.
  - Intérieurs : Maya Moore (Minnesota) 13 706; Brittney Griner (Phoenix) 7 138; Candice Dupree (Phoenix) 5 954; Ramu Tokashiki (Seattle) 5 512; Nneka Ogwumike (Los Angeles) 4 880; Rebekkah Brunson (Minnesota) 4 138; .

Cappie Pondexter devient la seule joueuse, avec Tina Thompson, à avoir été sélectionnée All-Star sous trois maillots différents.
Avec une dixième sélection (dont un forfait), Tamika Catchings bat le record de neuf sélections détenu par Tina Thompson et égalé cette année par Sue Bird. Plusieurs joueuses honorent leur première sélection : DeWanna Bonner et Plenette Pierson à l'Ouest, toutes deux doubles championnes WNBA et vainqueurs du trophée de meilleure sixième femme. À l'Est, ce sont Alex Bentley, Kelsey Bone, Marissa Coleman, Stefanie Dolson et la belge Emma Meesseman qui font leurs débuts, auxquelles il faut ajouter Riquna Williams, Kayla McBride et Jantel Lavender qui remplacent Seimone Augustus, Lindsay Whalen et Skylar Diggins, toutes trois blessées pour l'équipe de l'Ouest. La coach déterminera les modifications à apporter au cinq de départ. Cheryl Reeve décide d'intégrer Sue Bird et DeWanna Bonner au cinq de départ de l'Ouest pour remplacer respectivement Skylar Diggins et Seimone Augustus.
- Équipes ayant trois joueuses sélectionnées (forfaits inclus) : Lynx, Mercury, Shock
- Équipes ayant deux joueuses sélectionnées : Fever, Sun, Stars, Dream, Sparks, Mystics, Sky
- Équipes ayant une joueuse sélectionnée : Storm, Liberty.

Pas moins de sept premier choix de la draft sont sélectionnés : Sue Bird (2002), Seimone Augustus (2006), Angel McCoughtry (2009), Tina Charles (2010), Maya Moore (2011), Nneka Ogwumike (2012), Brittney Griner (2013). La sélection compte cependant trois joueuses sélectionnées au second tour : Alex Bentley (13e, 2013), Riquna Williams (17e, 2012)  et Emma Meesseman (19e, 2013). 
Dix joueuses participent à leur premier All-Star Game, le plus haut total depuis les onze de 2011, dont Plenette Pierson qui dispute pourtant sa treizième saison WNBA. Les sélections ne comportent aucun rookie pour la première fois depuis l'édition 2009. Sandy Brondello est la première coach à avoir disputé un All-Star Game, l'édition 1999, en tant que joueuse.

## Rencontre

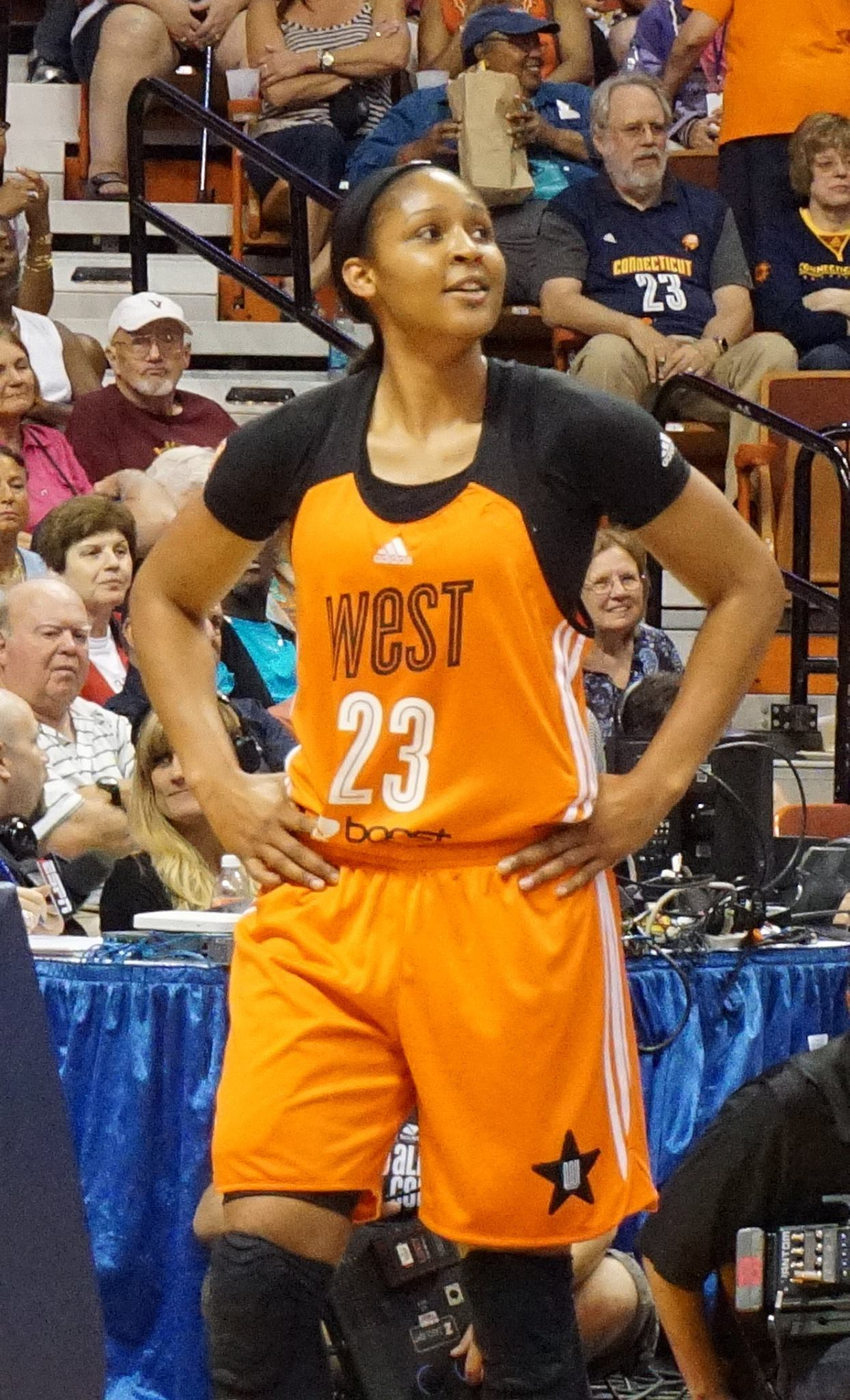
Maya Moore, MVP de la rencontre.

L'Est remporte le premier quart-temps 34 à 24, avec Alex Bentley qui se met en lumière dans la salle de sa franchise pour sa première apparition avec six tirs réussis sur neuf tentatives et trois passes décisives. L'Ouest réagit avec Kayla McBride à 13 points à la pause et n'a plus qu'un point de retard (58-59) à la mi-temps. Dans le troisième quart-temps, Brittney Griner réussit comme elle l'avait annoncé un dunk, un contre et un panier à trois points (1 sur 5 sur la rencontre) pour 21 points au total. Plenette Pierson réussit également un panier primé face à Elena Delle Donne. Maya Moore réussit encore neuf points. L'Est se reprend avec Alex Bentley qui score son vingtième point et Elena Delle Donne égalise.
Dans le dernier quart-temps, les défenses sont plus resserrées. Plus ancienne joueuse sur le terrain, Tamika Catchings inscrit cinq points pour porter le score de l'Est à 100 points. Kayla McBride marque cinq points pour donner l'avantage à l'Ouest avec 2:51 restant à jouer. Après un panier primé de Shoni Schimmel, Maya Moore réplique avec huit points de rang pour donner un avantage de points aux siennes qui l'emportent 117 à 112 sur l'Est. Derrière les 30 unités de Moore, battant le record de 29 points de Schimmel établi l'an passé, Griner finit avec 21 et McBride avec 18, alors qu'à l'Est les meilleures marqueuses sont Alex Bentley (23), Delle Donne (16), Schimmel et Charles (13).
Avec 30 points (10 tirs réussis sur 16 dont 6 sur 10 à trois points), 6 rebonds et 5 passes décisives en 20 minutes  et donc une contribution efficace à la victoire de son équipe, Maya Moore remporte son premier trophée de MVP du WNBA All-Star Game. Pour son dernier All-Star Game, Tamika Catchings inscrit 8 points pour surpasser la marque de Lisa Leslie et établir un nouveau record de points inscrits sur les All-Star Game avec 108 points.
| 25 juillet 2015 3:30 p.m. ET | Box score | Conférence Est 112, Conférence Ouest 117                                 | Conférence Est 112, Conférence Ouest 117 | Conférence Est 112, Conférence Ouest 117             |  | Mohegan Sun Arena, Uncasville Affluence : 8 214 Arbitres : - #9 Denise Brooks - #21 Byron Jarrett - #55 Eric Brewton | ABC |
| 25 juillet 2015 3:30 p.m. ET | Box score | Score par quart-temps : 34-24, 25–34, 32-35, 21-24                       |                                          |                                                      |  | Mohegan Sun Arena, Uncasville Affluence : 8 214 Arbitres : - #9 Denise Brooks - #21 Byron Jarrett - #55 Eric Brewton | ABC |
| 25 juillet 2015 3:30 p.m. ET | Box score | Alex Bentley 23 Tamika Catchings 10 Shoni Schimmel et Tamika Catchings 6 | Points Rebonds Passes d.                 | Maya Moore 30 Jantel Lavender 12 Danielle Robinson 7 |  | Mohegan Sun Arena, Uncasville Affluence : 8 214 Arbitres : - #9 Denise Brooks - #21 Byron Jarrett - #55 Eric Brewton | ABC |